# Johnny Szlykowicz
Johnny Szlykowicz est un footballeur franco-polonais, né le 3 décembre 1980 à Beaune. Il évolue au poste de milieu de terrain ou d'attaquant dans le club du FC Franches-Montagns en deuxième ligue suisse. Il est le fils de Zbigniew Szlykowicz.

## Ses débuts
Ayant grandi en France, le jeune Johnny commence sa carrière dans les rangs des juniors de l’AJ Auxerre. Il y fait tout son apprentissage du football, mais au moment de vouloir intégrer la première équipe, il préfère s’en aller jouer au Pau FC, en National. Nous sommes alors en 2002. « À mon poste, j'étais barré par Olivier Kapo », dira plus tard l’intéressé.
Puis, après deux saisons passées à Pau, il se rapproche de la frontière pour des raisons familiales. Sa copine, qui connaissait du monde dans l’entourage du club, l’emmène à Delémont. Il y fête la deuxième année la promotion en Challenge League (2e division suisse).

## Sa carrière professionnelle
Il commence l'année suivante aux SR Delémont. Après cinq matches et quatre buts inscrits, il est contacté par Neuchâtel Xamax qui désire l’engager pour deux saisons. Un ami de l’entraîneur assistant de Xamax lui conseille de venir le voir à l’œuvre, estimant que le jeune homme vaut mieux qu’une place chez un néo-promu. Il rejoint donc Neuchâtel. « À mon âge, une telle opportunité ne se représente pas », s’enthousiasme alors le jeune homme de 25 ans.
Après une première partie de saison mitigée et surtout minée par des blessures récurrentes, Johnny attaque le deuxième tour en pleine forme. Il devient l'un des atouts offensifs de Xamax dans la citadelle quasi-imprenable de La Maladière (une défaite en dix matches).
À la fin de la saison, le club monte en Super League (1re division suisse) et compte sur Johnny Szlykowicz pour obtenir le meilleur rang possible en cette saison 2007-2008. Dès la première journée, Johnny s'illustre en marquant le premier but de la saison de son club, qui plus est, un but somptueux salué par toute la presse. Une frappe de volée, avec son mauvais pied, à 30 m, dans la lucarne.
Depuis 2012 il évolue sous les couleurs du club de DH, le FC Morteau-Montlebon, ville dans laquelle il tient un restaurant. Il côtoie en club d'anciens grands talents tels que Nakibou Wailo passé par le FC Sochaux-Montbéliard ou encore Julien Goguel qui a fait les beaux jours du Besançon Racing Club puis du Dynamo de Hull (Québec)
Il est le père de 2 enfants Yohan et Evan et en couple avec sa femme Thi Lieu Le. 
Depuis 2013 il joue au FC Chaux-de-fonds en suisse 

## Palmarès
- Champion de Suisse de D2 (Challenge League) en 2007 avec Neuchâtel Xamax